# János Benedek
János Benedek (ur. 20 listopada 1944 w Kiskunmajsie) – węgierski sztangista, brązowy medalista igrzysk olimpijskich i mistrzostw świata.

## Kariera
Pierwszy sukces osiągnął w 1969 roku, kiedy podczas mistrzostw Europy w Warszawie zdobył brązowy medal w wadze piórkowej. W zawodach tych wyprzedzili go jedynie Mładen Kuczew z Bułgarii oraz Dito Szanidze z ZSRR. Na rozgrywanych rok później mistrzostwach świata w Columbus zwyciężył Polak Mieczysław Nowak przed swym rodakiem Janem Wojnowskim i Yoshiyukim Miyake z Japonii. Po mistrzostwach całą trójkę zdyskwalifikowano za stosowanie niedozwolonych środków; złoto otrzymał Benedek, srebro Bułgar Mładen Kuczew, a brąz Włoch Peppino Tanti. Jednakże już po roku dyskwalifikację cofnięto i przywrócono pierwotne wyniki, a działacze Międzynarodowej Federacji Podnoszenia Ciężarów przeprosili za pomyłkę.
Jego największym osiągnięciem było zdobycie brązowego medalu podczas igrzysk olimpijskich w Monachium w 1972 roku. Uległ tam jedynie Bułgarowi Norairowi Nurikjanowi i Dito Szanidze. Zdobył również brązowy medal mistrzostw świata, gdyż w latach 1964–1984 wyniki igrzysk olimpijskich były jednocześnie wynikami mistrzostw świata. Na rozgrywanych cztery lata wcześniej igrzyskach w Meksyku zajął w tej samej kategorii wagowej dziesiąte miejsce. Ponadto zdobył brązowe medale na mistrzostwach Europy w latach 1970, 1971 i 1973.